# Safia novita
Safia novita är en fjärilsart som beskrevs av Herrich-Schäffer 1869. Safia novita ingår i släktet Safia och familjen nattflyn. Inga underarter finns listade.